# Фриказоид!
Фриказоид! (англ. Freakazoid!), также Стивен Спилберг представляет: Фриказоид! (англ. Steven Spielberg presents Freakazoid!) — американский мультсериал, созданный Полом Дини и Брюсом Тиммом по разработке Тома Рюггера и спродюсированный Стивеном Спилбергом. Сериал был разработан для детского блока телепередач Kids' WB телесети Warner Brothers.

## Описание
Сериал хронологически описывает приключения главного персонажа — пародийного супергероя Фриказоида (в английской версии озвучен Полом Раггом), одержимого и безумного супергероя, который борется с целым рядом злодеев. Юный герой также является альтер эго 16-летнего (позднее 17-летнего) гиковатого американского школьника Декстера Дугласа (Дэвид Кауфман) из старшей школы имени Гарри Конника, получившего сверхспособности из-за аппаратно-программного бага чипа Pinnacle, спровоцированного «секретной последовательностью» (отсылка к багу модуля операций с плавающей запятой в процессорах Intel Pentium 1994 года), что привело к засасыванию Декстера в интернет и мгновенной загрузке в его мозг огромного объёма информации (эти события показаны в 6 и 7 сериях сериала), что положительно отразилось на его физических способностях (увеличенные сила и выносливость, нечеловеческие скорость и ловкость) и уме, но почти никак не улучшило его разум. Эти изменения сделали его мощной и грозной силой поддержания свободы и правопорядка, но лишь пока он не отвлекается на что-либо, вроде медведя на мотоцикле. У него есть база, Фрикологово (англ. Freakalair, пародия на Бэт-пещеру), построенная немым дворецким Ингмаром. В Логове есть «Зал Всячины, которую надо знать» (англ. Hall of Nifty Things to Know) и даже лаборатория безумного учёного (применялась им в одной из серий, когда он лечил своего школьного друга-оборотня). Его же величайшей слабостью, которую он однажды объяснил злодею, является то, что его можно посадить в клетку из графитовых прутьев, заряженных отрицательными ионами. Он также испытывает огромное отвращение к «пердёжному газу» (англ. poo gas).
Позднее в шоу Фриказоид получает дополнительные возможности: например, он открыл в себе способности к телекинезу, когда разозлился от того, что его ни разу не упомянули в эпизоде его шоу, после чего он пробежал по всему свету, чтобы накричать на тибетского монаха за слишком громкое сгребание листьев, причём позднее в эпизоде он извинился перед этим монахом. Он также имеет способность принимать форму электричества и мгновенно покрывать длинные расстояния, хотя он так же часто просто выставляет руки вперёд и бежит, издавая изо рта свистящие звуки, делая вид, что летает.
Декстер может перекидываться в форму Фриказоида и из неё по своей воле, произнося слова «Freak out!» (букв. «Чудик наружу») и «Freak in!» (букв. «Чудик внутрь»). Вне режима Фриказоида Декстер выглядит и действует полностью обыденно, и его семья не замечает ничего, что произошло с ним. Фриказоид проводит это время в зоне мозга Декстера, называемой «Фриказоной» (англ. Freakazone), где он размышляет, имеет глубокие мысли и смотрит записи сериала «Крысиный Патруль» (англ. The Rat Patrol).
Хоть действие сеттинга шоу разворачивается в Вашингтоне, округ Колумбия, местность часто меняется с юмором шоу, отправляя Фриказоида в нужный момент в любое нужное место по всему миру.

## История создания

### Сценарий и разработка
Анимационный сериал Фриказоид был создан аниматором Брюсом Тиммом, до этого продюсировавшим мультсериал Batman: The Animated Series, и Полом Дини, редактором сценария к мультсериалу Приключения мультяшек, также работавшим над Бэтменом. Тимма пригласил Стивен Спилберг, которому, по словам Тимма, «понравился» сериал Тимма о Бэтмене, чтобы он помог создать новое супергеройское шоу. После встречи со Спилбергом, Тимм сказал, что Спилбергу «реально понравилась» идея шоу Фриказоид, после чего Тимм и Дини создали персонажа по имени Фриказоид, резкий супергерой с маниакальной личностью. Имя «Фриказоид» для персонажа сериала пришло в голову Тимма естественным путём. Сам он вспоминал:

Имя «Фриказоид» просто как-то выпрыгнуло из меня. Я даже не знаю, откуда оно взялось. Я сказал: «О, да, „Фриказоид“, это может быть интересное имя».Оригинальный текст (англ.)The name 'Freakazoid' just kind of jumped out of me, I don’t even know where from. I said «Oh, yeah, 'Freakazoid', that might be an interesting name».— Брюс Тимм, интервью «Original Freak» на DVD-диске с первым сезоном сериала, раздел «Дополнительно»
Тимм изначально создавал сериал «Фриказоид» как серьёзное «приключенческое шоу» с некоторыми комедийными оттенками, однако изначальный замысел Тимма не был воплощён в жизнь. Как сказал сам Тимм:

Я не возражаю, если это [анимационный сериал «Фриказоид»] не в моём резюме. [Смеётся] Я взялся за сериал очень рано. Он начался как приключенческое шоу, но в итоге превратился во всё более и более комедийное шоу; каждый раз, когда нам приходилось встречаться со Стивеном, концепт после этого как бы [орфография сохранена] менялся, и это продолжало всё больше и больше скатываться к дурацкой комедии. Шоу действительно начиналось почти как Человек-паук, на том же уровне, типа, супергероя-подростка. И оно достигло точки, в которой стало комедией с юмором уровня Мультяшек и Аниманьяков. (…) Я ничего против этого не имею; я просто не был склонен к этому, так что я соскочил, просто ушёл оттуда, пока моя съёмочная группа была вынуждена делать шоу. [Смеётся]Оригинальный текст (англ.)I don't mind that it's [Freakazoid] not on my résumé. [Laughs] I bailed on it really early. It started out as an adventure show, but it ended up turning into more and more of a comedy show; every time we'd have a meeting with Steven, the concept would kinda [sic] change, and it kept leaning more and more towards zany comedy. It really started out almost like Spider-Man, on that level of, like, a teenage superhero. And it reached a point where it became a comedy with the Tiny Toons/Animaniacs kind of humor. (...) I don't have anything against that; I just don't have a flair for it, so I bailed—I just hung out here while my staff had to do the show. [Laughs]— 
Тимм сказал, что он оставил шоу потому, что он почувствовал, что не мог предоставить такой сериал, который стремился создать Спилберг. После ухода Тимма из сериала, Том Рюггер, разработавший другие сериалы Спилберга, Приключения мультяшек и Озорные анимашки, был приглашён для основательной переработки сериала, который создал Тимм. Версия сериала от Рюггера использовала некоторые составляющие дизайна и концепты Тимма, но Тимм сказал, что сериал был «значительно изменён», чтобы стать комедийным, что больше нравилось Спилбергу.
Затем Рюггер начал писать сюжеты для сериала и выдал гору очень коротких сегментов. Спилбергу понравилось творчество Рюггера, но он хотел и более длинные сюжеты для серий. Рюггер тогда попросил авторов сценария Джона П. МакКанна и Пола Рагга приступить к работе над сериалом, чтобы писать более длинные и продуманные сюжеты для серий, и, согласно Раггу:

(…) узнав, чем это [сериал «Фриказоид!»] будет, и ответ был, типа, «Мы не знали, и всё ещё не знаем.»Оригинальный текст (англ.)(...) figure out what this [Freakazoid!] was going to be, and the answer was like, 'We didn't know', and still don't— 

### Музыка
Музыка для анимационного сериала «Фриказоид!» была написана главным композитором сериала Ричардом Стоуном и его командой, состоявшей из Стивена Бернстейна, Джули Бернстейн, Гордоном Гудвином и Тимом Келли. За саундтрек к сериалу композиторская группа получила несколько наград: Стоун, совместно с автором текстов и старшим продюсером сериала Томом Рюггером, получил дневную премию «Эмми» за главную тему титров сериала в 1996 году, а Джули Бернстейн была номинирована на эту же премию в 1998 году за песню «Invisibo» из эпизода «Freak-a-Panel».

### Премьера, отмена, синдикация и повторный показ на американском телевидении
Премьера мультсериала «Фриказоид» состоялась в субботней линейке телепередач канала Kids' WB 9 сентября 1995 года. 

## Распространение

### Трансляция сериала
Сериал транслировался в США и Канаде с 1995 по 1997 год компанией Warner Brothers. В России он транслировался сначала телеканалом «СТС», а позже и на телеканалах «ТВ3», «ТНТ».

### Выпуск на DVD и VHS
Компания Warner Home Video выпустила оба сезона сериала на DVD в регионе 1. В России 8 серий сериала выпустились на VHS компанией «Варус-Видео» в 1997 году под названием «Фриказоид! Чудик!».

### Комиксы
Фриказоид не имел собственного комикса, но появился в комиксе Animaniacs #35, выпущенном DC Comics, в качестве приглашённого персонажа.